# Leif Erickson
Leif Erickson, pseudonimo di William Wycliffe Anderson (Alameda, 27 ottobre 1911 – Pensacola, 29 gennaio 1986), è stato un attore statunitense.

## Biografia

### Gli inizi
Nacque con il nome di William Y. Wycliffe Anderson ad Alameda, località non lontana da San Francisco, e iniziò la carriera artistica come cantante solista e suonatore di trombone nella band di Ted Fio Rito, che gli cambiò il nome in Leif Erickson. Intrapresa successivamente la strada del teatro, dopo aver recitato in alcune produzioni del regista Max Reinhardt e aver acquisito esperienza nel genere vaudeville, fece il suo debutto sul grande schermo con due pellicole musicali con Betty Grable, La reginetta dei Sigma Chi (1933) e il cortometraggio Air Tonic (1933).
Scritturato dalla Paramount Pictures, iniziò ad apparire come Glenn Erickson in una serie di western a basso costo basati sui racconti di Zane Grey, e interpretati dall'allora popolare divo Buster Crabbe. Con il definitivo nome d'arte di Leif Erickson (e, talvolta, Erikson) lavorò inoltre in diverse commedie nella seconda metà degli anni trenta, ed ebbe un ruolo di un certo rilievo, quello di Paul Lachinski, nel dramma storico Maria Walewska (1937), interpretato da Greta Garbo e Charles Boyer.
Alto, biondo e atletico, Erickson interpretò altri ruoli di comprimario nel dramma sociale Quartiere maledetto (1939), in commedie come Il molto onorevole Mr. Pulham (1941), La fortezza s'arrende (1942) e Gli eroi dell'isola (1942), quest'ultimo al fianco dei comici Gianni e Pinotto, e nell'avventura esotica Le mille e una notte (1942). Arruolato come istruttore e fotografo di guerra, Erickson fu impegnato per tre anni sul fronte del Pacifico durante la seconda guerra mondiale, e rimase ferito in due diverse occasioni.

### Comprimario nel cinema
Al termine del conflitto, Erickson riprese la carriera sul grande schermo e apparve subito in un ruolo da protagonista nel film d'avventura Bionda selvaggia (1947), nel quale impersonò un pilota dell'aviazione che viene incaricato da un misterioso avventuriero di ritrovare una ragazza dispersa nella foresta. Seguirono altri ruoli di supporto in film di successo come il noir Il terrore corre sul filo (1948), con Barbara Stanwyck e Burt Lancaster, La fossa dei serpenti (1948), con Olivia de Havilland, e Giovanna d'Arco (1948), in cui interpretò Jean de Dunois, detto "il bastardo di Orléans".
Nella prima metà degli anni cinquanta la carriera di Erickson proseguì sul grande schermo, con la partecipazione a commedie quali Una famiglia sottosopra (1950) e Attente ai marinai! (1952), drammi come È scomparsa una bambina (1951), western e film d'avventura come Carabina Williams (1952) e Mercato di donne (1953). Apparve anche nel musical Show Boat (1951), nel ruolo di Pete, ingegnere sulla grande imbarcazione da crociera in viaggio sul Mississippi, accanto a Kathryn Grayson, Ava Gardner e Howard Keel.
Divenuto un affidabile comprimario, capace di spaziare attraverso i più diversi generi cinematografici, l'attore lavorò anche nel fantascientifico Gli invasori spaziali (1953) e nel drammatico Fronte del porto (1954), il capolavoro di Elia Kazan in cui Marlon Brando impersonò lo scaricatore che diventa il portabandiera dei diritti dei lavoratori portuali di New York.
Con il film Tè e simpatia (1956) di Vincente Minnelli, Erickson ebbe il ruolo di Bill Reynolds, energico e virile insegnante di educazione fisica di un college americano, la cui moglie Laura (Deborah Kerr) prende a benvolere un timido e riflessivo studente (John Kerr), osteggiato da familiari e compagni di studio per via delle sue attitudini intellettuali e il suo interesse per il teatro, la lettura e la musica. Erickson aveva già interpretato il medesimo ruolo nella rappresentazione teatrale della commedia, andata in scena a Broadway dal 1953 al 1955.

### Star televisiva
Nella seconda metà del decennio, l'attore iniziò anche ad apparire regolarmente in televisione, partecipando a celebri serie come Climax! (1955-1957), I racconti del West (1958-1960), Gli uomini della prateria (1959-1961). Durante gli anni sessanta ebbe altri ruoli secondari sul grande schermo, come quello di Bill Cutler, il cognato che riaccoglie in famiglia Lucy Harbin (Joan Crawford), dopo che la stessa ha scontato in manicomio una lunga pena detentiva per uxoricidio, nell'horror 5 corpi senza testa (1964), e di Jonas Cord Sr. nel drammatico L'uomo che non sapeva amare (1964). Recitò nuovamente con la Crawford nel thriller Gli occhi degli altri (1965) e ricoprì il ruolo del misterioso maggiore Crawford nel film di spionaggio Mirage (1965).

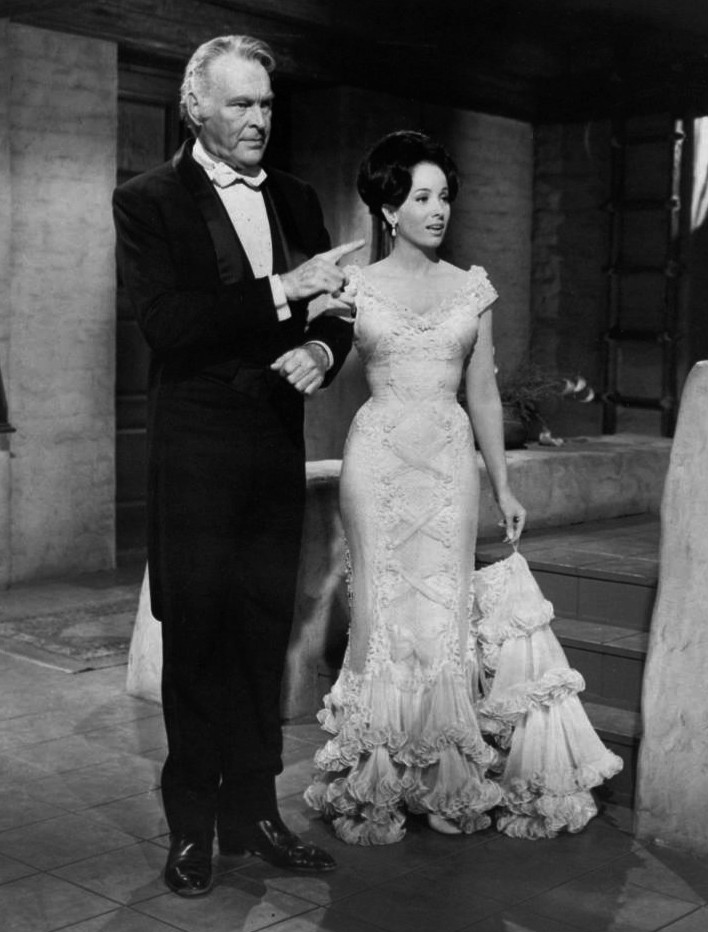
con Linda Cristal nella serie televisiva Ai confini dell'Arizona (1970)

Fu comunque il piccolo schermo ad offrire ad Erickson le maggiori opportunità. Già delineatosi come interprete ideale del genere western in serie come Bonanza (1961-1965), Il virginiano (1964-1965), Daniel Boone (1965-1966) e Gunsmoke (1967), l'attore ottenne il ruolo di protagonista nel telefilm Ai confini dell'Arizona (The High Chaparral), prodotto dalla NBC, in cui interpretò il personaggio di Big John Cannon, patriarca di una ricca famiglia di possidenti, il quale ha sposato in seconde nozze la giovane Victoria (Linda Cristal) appartenente alla famiglia messicana rivale, il clan dei Montoya.
Severo e autorevole, determinato nel creare un grande e potente impero del bestiame, Big John venne impersonato da Erickson nei 97 episodi della serie, che andò in onda con grande successo dal 1967 al 1971, presentando tematiche in linea con le tensioni all'epoca serpeggianti nella società statunitense, ovvero la difesa dei diritti civili e la recente abolizione legale della segregazione razziale, simboleggiati nel telefilm dagli scontri di potere e di razza tra i bianchi americani, gli indiani e i messicani.

### Gli ultimi anni
Terminata l'esperienza con Ai confini dell'Arizona, durante gli anni settanta Erickson continuò l'attività di attore televisivo e recitò in altre popolari serie come Le strade di San Francisco (1974), Ironside (1974), Cannon (1975), Project UFO (1978), Agenzia Rockford (1979). Sul grande schermo apparve per l'ultima volta nel film di fantapolitica Ultimi bagliori di un crepuscolo (1977), nel ruolo del boss della CIA Ralph Whittaker. Si ritirò definitivamente dalle scene nel 1984, dopo un'ultima apparizione nella serie televisiva Fantasilandia.

### Vita privata
Dal 1936 al 1942 Erickson fu sposato con la collega Frances Farmer, la cui breve e sfortunata carriera cinematografica fu compromessa da gravi disturbi mentali che costrinsero l'attrice a ripetuti ricoveri in manicomio. Il 12 giugno 1942, appena ottenuto il divorzio dalla Farmer, l'attore si risposò con l'attrice Margaret Hayes, ma l'unione durò appena un mese. Dalla terza moglie Ann Diamond, sposata nel 1945, Erickson ebbe due figli, William "Bill" Leif (nato nel 1946 e morto in un incidente stradale nel 1971) e Susan Irene (nata nel 1950).
L'attore morì di cancro il 29 gennaio 1986, all'età di settantaquattro anni, a Pensacola (Florida).

## Filmografia

### Cinema
- La reginetta dei Sigma Chi (The Sweetheart of Sigma Chi), regia di Edwin L. Marin (1933)
- Air Tonic, regia di Sam White (1933) - cortometraggio
- Wanderer of the Wasteland, regia di Otho Lovering (1935)
- Nevada (Bar 20 Rides Again), regia di Charles Barton (1935)
- Drift Fence, regia di Otho Lovering (1936)
- Desert Gold, regia di James P. Hogan (1936)
- Girl of the Ozarks, regia di William Shea (1936)
- College Holiday, regia di Frank Tuttle (1936)
- Waikiki Wedding, regia di Frank Tuttle (1937)
- Maria Walewska (Conquest), regia di Clarence Brown (1937)
- Thrill of a Lifetime, regia di George Archainbaud (1937)
- The Big Broadcast of 1938, regia di Mitchell Leisen (1938)
- Ride a Crooked Mile, regia di Alfred E. Green (1938)
- Quartiere maledetto (...One Third of a Nation...), regia di Dudley Murphy (1939)
- Nothing but the Truth, regia di Elliott Nugent (1941)
- The Blonde from Singapore, regia di Edward Dmytryk (1941)
- Il molto onorevole Mr. Pulham (H.M. Pulham, Esq.), regia di King Vidor (1941)
- La fortezza si arrende (The Fleet's In), regia di Victor Schertzinger (1942)
- Are Husbands Necessary?, regia di Norman Taurog (1942)
- Eagle Squadron, regia di Arthur Lubin (1942)
- Gli eroi dell'isola (Pardon My Sarong), regia di Erle C. Kenton (1942)
- Night Monster, regia di Ford Beebe (1942)
- Le mille e una notte (Arabian Nights), regia di John Rawlins (1942)
- Bionda selvaggia (Blonde Savage), regia di Steve Sekely (1947)
- Violenza (The Gangster), regia di Gordon Wiles (1947)
- Il terrore corre sul filo (Sorry, Wrong Number), regia di Anatole Litvak (1948)
- The Gay Intruders, regia di Ray McCarey (1948)
- La fossa dei serpenti (The Snake Pit), regia di Anatole Litvak (1948)
- Giovanna d'Arco (Joan of Arc), regia di Victor Fleming (1948)
- I cari parenti (Miss Tatlock's Millions), regia di Richard Haydn (1948)
- La roulette (The Lady Gambles), regia di Michael Gordon (1949)
- Cocaina (Johnny Stool Pigeon), regia di William Castle (1949)
- Una sposa insoddisfatta (Mother Didn't Tell Me), regia di Claude Binyon (1950)
- Sei canaglia ma ti amo (Love That Brute), regia di Alexander Hall (1950)
- Una famiglia sottosopra (Stella), regia di Claude Binyon (1950)
- The Showdown, regia di Dorrell McGowan e Stuart E. McGowan (1950)
- Tre segreti (Three Secrets), regia di Robert Wise (1950)
- Il colonnello Hollister (Dallas), regia di Stuart Heisler (1950)
- 14ª ora (Fourteen Hours), regia di Henry Hathaway (1951)
- Show Boat, regia di George Sidney (1951)
- Bersaglio eccellente (The Tall Target), regia di Anthony Mann (1951)
- È scomparsa una bambina (Reunion in Reno), regia di Kurt Neumann (1951)
- L'ultimo fuorilegge (The Cimarron Kid), regia di Budd Boetticher (1952)
- Attente ai marinai! (Sailor Beware), regia di Hal Walker (1952)
- La dominatrice del destino (With a Song in My Heart), regia di Walter Lang (1952)
- Carabina Williams (Carbine Williams), regia di Richard Thorpe (1952)
- L'eterna Eva (My Wife's Best Friend), regia di Richard Sale (1952)
- Kidd il pirata (Abbott and Costello Meet Captain Kidd), regia di Charles Lamont (1952)
- La divisa piace alle signore (Never Wave at a WAC), regia di Norman Z. McLeod (1953)
- Pistole infallibili (Born to the Saddle), regia di William Beaudine (1953)
- L'irresistibile Mr. John (Trouble Along the Way), regia di Michael Curtiz (1953)
- Mercato di donne (A Perilous Journey), regia di R.G. Springsteen (1953)
- Gli invasori spaziali (Invaders from Mars), regia di William Cameron Menzies (1953)
- Forte Algeri (Fort Algiers), regia di Lesley Selander (1953)
- Captain Scarface, regia di Paul Guilfoyle (1953)
- Paris Model, regia di Alfred E. Green (1953)
- Fronte del porto (On the Waterfront), regia di Elia Kazan (1954)
- Decisione al tramonto (Star in the Dust), regia di Charles F. Haas (1956)
- La pistola sepolta (The Fastest Gun Alive), regia di Russell Rouse (1956)
- Tè e simpatia (Tea and Sympathy), regia di Vincente Minnelli (1956)
- Istanbul, regia di Joseph Pevney (1957)
- I clandestini della frontiera (The Vintage), regia di Jeffrey Hayden (1957)
- Baciala per me (Kiss Them for Me), regia di Stanley Donen (1957)
- Il capitano dei mari del sud (Twilight for the Gods), regia di Joseph Pevney (1958)
- Due toroni tra i cowboys (Once Upon a Horse...), regia di Hal Kanter (1958)
- La bibbia e la pistola (Shoot Out a Big Sag), regia di Roger Kay (1962)
- La veglia delle aquile (A Gathering of Eagles), regia di Delbert Mann (1963)
- 5 corpi senza testa (Strait-Jacket), regia di William Castle (1964)
- L'uomo che non sapeva amare (The Carpetbaggers), regia di Edward Dmytryk (1964)
- Il cantante del luna park (Roustabout), regia di John Rich (1964)
- Mirage, regia di Edward Dmytryk (1965)
- Gli occhi degli altri (I Saw What You Did), regia di William Castle (1965)
- Man and Boy, regia di E.W. Schwakamer (1971)
- Terror in the Sky, regia di Bernard L. Kowalski (1971) – film tv
- Deadly Dream, regia di Alf Kjellin (1971) – film tv
- The New Healers, regia di Bernard L. Kowalski (1972) – film tv
- The Family Rico, regia di Paul Wendkos (1972) – film tv
- The Daughters of Joshua Cabe, regia di Philip Leacock (1972) – film tv
- The Six Million Dollar Man: Solid Gold Kidnapping, regia di Russ Mayberry (1973) – film tv
- Force Five, regia di Walter Grauman (1975) – film tv
- Abduction, regia di Joseph Zito (1975)
- Cheyenne, regia di Charles B. Pierce (1975)
- Ultimi bagliori di un crepuscolo (Twilight's Last Gleaming), regia di Robert Aldrich (1977)
- Savage in the Orient, regia di Vincent Sherman (1983)

### Televisione
- Your Show Time – serie TV, 3 episodi (1949)
- Schlitz Playhouse of Stars – serie TV, 2 episodi (1952)
- The Unexpected – serie TV, 1 episodio (1952)
- Family Theatre – serie TV (1951-1953)
- Inner Sanctum – serie TV, 1 episodio (1954)
- Lux Video Theatre – serie TV, 1 episodio (1956)
- Climax! – serie TV, 4 episodi (1955-1957)
- Alfred Hitchcock presenta (Alfred Hitchcock Presents) – serie TV, 1 episodio (1958)
- Matinee Theatre – serie TV, 2 episodi (1958)
- General Electric Theater – serie TV, episodio 6x27 (1958)
- The Millionaire – serie TV, 2 episodi (1956-1958)
- The Rifleman – serie TV, 1 episodio (1958)
- Colgate Theatre – serie TV, 1 episodio (1958)
- June Allyson Show (The DuPont Show with June Allyson) – serie TV, episodio 1x02 (1959)
- Hotel de Paree – serie TV, 1 episodio (1959)
- I racconti del West (Dick Powell's Zane Grey Theater) – serie TV, 2 episodi (1958-1960)
- Playhouse 90 – serie TV, 4 episodi (1957-1960)
- Gli uomini della prateria (Rawhide) – serie TV, 2 episodi (1959-1961)
- The New Breed – serie TV, episodio 1x17 (1962)
- The New Loretta Young Show – serie TV, 1 episodio (1963)
- Fred Astaire (Alcoa Premiere) – serie TV, 1 episodio (1963)
- Sotto accusa (Arrest and Trial) – serie TV, episodio 1x07 (1963)
- Carovane verso il West (Wagon Train) – serie TV, 1 episodio (1963)
- Hazel – serie TV, 1 episodio (1963)
- The Travels of Jaimie McPheeters – serie TV, episodio 1x16 (1964)
- La grande avventura (The Great Adventure) – serie TV, episodi 1x09-1x21 (1963-1964)
- Grindl – serie TV, 1 episodio (1964)
- La legge di Burke (Burke's Law) – serie TV, episodio 2x14 (1964)
- The Crisis – serie TV, 1 episodio (1965)
- L'ora di Hitchcock (The Alfred Hitchcock Hour) – serie TV, episodio 3x26 (1965)
- A Man Called Shenandoah – serie TV, episodio 1x09 (1965)
- Bonanza – serie TV, 2 episodi (1961-1965)
- Il virginiano (The Virginian) – serie TV, 3 episodi (1964-1965)
- Branded – serie TV, 1 episodio (1966)
- Polvere di stelle (Bob Hope Presents the Chrysler Theatre) – serie TV, 2 episodi (1965-1966)
- Insight – serie TV, 1 episodio (1966)
- Daniel Boone – serie TV, 2 episodi (1965-1966)
- Gunsmoke – serie TV, 1 episodio (1967)
- Paris 7000 – serie TV, 1 episodio (1970)
- Reporter alla ribalta (The Name of the Game) – serie TV, 1 episodio (1971)
- Ai confini dell'Arizona (The High Chaparral) – serie TV, 97 episodi (1967-1971)
- Longstreet – serie TV, 1 episodio (1971)
- Sesto senso (The Sixth Sense) – serie TV, 1 episodio (1972)
- Mod Squad, i ragazzi di Greer (The Mod Squad) – serie TV, 1 episodio (1972)
- Difesa a oltranza (Owen Marshall: Counselor at Law) – serie TV, 1 episodio (1972)
- Marcus Welby (Marcus Welby, M.D.) – serie TV, 1 episodio (1972)
- Mistero in galleria (Night Gallery) – serie TV, 2 episodi (1971-1973)
- Le strade di San Francisco (The Streets of San Francisco) – serie TV, episodio 2x03 (1973)
- A tutte le auto della polizia (The Rookies) – serie TV, 1 episodio (1973)
- Il mago (The Magician) – serie TV, 1 episodio (1973)
- Ironside – serie TV, 1 episodio (1974)
- Il tocco del diavolo (The Evil Touch) – serie TV, 1 episodio (1974)
- Medical Center – serie TV, 2 episodi (1969-1974)
- Harry O – serie TV, 1 episodio (1974)
- Lotta per la vita (Medical Story) – serie TV, 1 episodio (1975)
- Cannon – serie TV, 1 episodio (1975)
- Racconti della frontiera (The Quest) – serie TV, 1 episodio (1976)
- Hunter – serie TV, 1 episodio (1977)
- The Fantastic Journey – serie TV, 1 episodio (1977)
- Project UFO – serie TV, 1 episodio (1978)
- Agenzia Rockford (The Rockford) – serie TV, 1 episodio (1979)
- Ovest selvaggio (Wild Times) – miniserie TV, 1 episodio (1980)
- Fantasilandia (Fantasy Island) – serie TV, 1 episodio (1984)

## Doppiatori italiani
- Emilio Cigoli in Baciala per me, Il capitano dei mari del sud, Esecuzione al tramonto, L'uomo che non sapeva amare
- Nino Pavese in I clandestini della frontiera, Sei canaglia ma ti amo, Show Boat, Tè e simpatia
- Renato Turi in Maria Walewska (riedizione del dopoguerra), Fronte del porto, L'eterna Eva
- Mario Pisu in Cinque corpi senza testa, Violenza, La pistola sepolta
- Giorgio Capecchi ne La fossa dei serpenti, L'ultimo fuorilegge, Attente ai marinai!, Mirage
- Gualtiero De Angelis in Il molto onorevole Mr. Pulham, Una famiglia sottosopra
- Mario Besesti in Gli eroi dell'isola
- Arnoldo Foà in Le mille e una notte
- Alberto Sordi in Il terrore corre sul filo
- Augusto Marcacci in La roulette
- Carlo Romano in Una sposa insoddisfatta
- Ennio Cerlesi in Tre segreti
- Carlo D'Angelo in Gli invasori spaziali
- Luigi Pavese in Istanbul
- Bruno Persa in La veglia delle aquile
- Marcello Tusco in Ai confini dell'Arizona